# Калугін Олег Данилович
Олег Данилович Калугін (нар. 6 вересня 1934, Ленінград) — колишній керівник зовнішньої розвідки (Перше Головне управління) КДБ СРСР, генерал-майор; після повернення з закордоної служби — високопосадовий керівник підрозділів центрального апарату КДБ та Ленінградського обласного управління КДБ. Спадковий чекіст.
На заключному періоді перебудови в СРСР — громадський і політичний діяч, народний депутат СРСР, на початку 1990-х років активно брав участь у діяльності руху «Демократична Росія».
У 1995 році виїхав з Росії в США, де до цього (в 1994 році) опублікував викривальну книгу «Перше головне управління. Мої 32 роки в розвідці і шпигунстві проти Заходу», виступав у ЗМІ і свідком на судових процесах проти виявлених і заарештованих агентів КДБ-СЗР.
У Російській Федерації в 2002 році був заочно засуджений за державну зраду до 15 років позбавлення волі з відбуванням покарання в колонії суворого режиму, за вироком Мосміськсуду позбавлений військового звання, персональної пенсії і двадцяти двох державних нагород СРСР.
Пізніше отримав статус політичного біженця і в 2003 році американське громадянство в США, де в даний час постійно проживає, займається громадською, викладацькою та публіцистичною діяльністю.

## Прощавай Луб'янка
Будучи в Сполучених Штатах видав автобіографічну книгу «Прощавай Луб'янка» — в якій описав свій кар'єрний ріст у структурах КДБ від курсанта до генерала. Було висвітлено спосіб, яким набирають нових співробітників КДБ, умови та процес їхнього навчання, навчання лінгвістичній та розвідувальній діяльності та відправку під несправжніми дипломами спеціалістів міжнародних відносин або журналістів до посольств Радянського Союзу по світу. Будучи співробітником (у ролі журналіста) зовнішньої розвідки у посольстві Радянського Союзу в США описав як працювала агентура Радянського Союзу під прикриттям, описав вербування агентів, висвітлив недолугий стан, погане технічне оснащення, наївність та недорозвиненість самої розвідки СРСР, описав фактичний тотальний контроль співробітників ФБР над журналістами та працівниками посольства про який, у випадку виявлення не доповідалось у Москву. Описані пастки із підставних осіб, які влаштовувала ФБР під час зустрічей підставного вербованого із працівником КДБ для формального викриття таких агентів та їх висилки або перевербування. За словами Калугіна розвідка здебільшого тільки робила вигляд що працювала, так як багато співробітників не хотіли швидко повертатись до Радянського Союзу, а реальному вербуванню на користь СРСР піддавались лише незначні оболванені пропагандою комунізму мілкі кадри підприємств США, але не політики та держслужбовці. До книги потрапили переламні роздуми від роботи ФБР, коли він, повертаючись із відпустки із сім'єю з Флориди зупинився у безлюдному місці на поламану автомобілі та не зміг продовжувати шлях, агенти ФБР які його відстежували, відвезли його до готелю, влаштували нічліг, забезпечили ремонт автомобіля. Неодноразово повертаючись до Радянського Союзу, висвітлював іноземців та їх покинутий стан які знаходились у втечі в СРСР під «кураторством» КДБ, їх переживання та жалкування щодо роботи на розвідку Радянського Союзу, шкодування, що довірились пропаганді та ідеям комунізму.
У книзі згадуються операції СРСР під чужим прапором, способи убивства дисидентів, їх переслідування, зокрема також коротко описане вбивство Степана Бандери та згадані причетні особи цього та інших політичних убивств. Тонкою стрічкою у Калугін передав зміну та еволюцію КДБ залежно від генсека КПРС, еволюцію свого світогляду, яка починається від ідейного курсанта, досконало опановуючого всі види агентурного мистецтва, володіння декількома мовами (вчив англійську, турецьку, арабську), закінчуючи морально зрілою людиною, яка зрозуміла, що була лише прислугою амбіцій партійного апарату, була захистом величезної корупції у структурах КДБ задля шкірних та гордих інтересів представників парткому, і що ці амбіції не мають нічого спільного із процвітанням державності та якості життя у Радянському Союзі.